# Abd al-Karim Qasim
ʿAbd al-Karīm Qāsim (in arabo عبد الكريم قاسم‎?; Baghdad, 21 novembre 1914 – Baghdad, 9 febbraio 1963) è stato un generale e politico iracheno, primo ministro dell'Iraq dal 1958 al 1963.
Popolarmente chiamato al-Zaʿīm (in arabo الزعيم‎?, "il leader"), ʿAbd al-Karīm Qāsim b. Muḥammad b. Bakr b. ʿUthmān al-Faḍilī al-Zubayrī fu un alto ufficiale dell'esercito iracheno, di sentimenti nazionalistici, promotore del colpo di Stato militare del 14 luglio 1958 che portò alla caduta della monarchia hashemita del giovane Faysal II.
Nominato primo ministro dell'Iraq, Qāsim legò la sua figura a quella del "cittadino qualunque" del suo Paese. Di carattere semplice e tollerante, i suoi discorsi erano pieni di retorica popolaresca e realizzò una politica populista confiscando beni alle numerose ricche famiglie monarchiche del Paese, attirandosi così il loro odio e il loro rancore. Inviso al Ba'th, così come ai partiti anticolonialisti di sinistra, rimase sempre più isolato fino alla caduta.

## Biografia

### Gioventù e carriera
ʿAbd al-Karīm Qāsim b. Jāsim b. Bakr b. ʿUthmān al-Faḍlī (in arabo عبد الكريم قاسم بن جاسم بن بكر بن عثمان الفضلي‎?) (trascritto anche come Kassem o, con un errore che qualcuno chiama "francesismo", Quasim), figlio di un arabo sunnita e di una figlia di un agricoltore curdo sciita di Baghdad, nacque nella capitale irachena nel 1914.
Lasciò le scuole statali ordinarie perché ammesso nel Collegio Militare, dove nel 1934 ricevette i gradi di sottotenente. Raggiunse quindi l'Accademia militare e si guadagnò il diploma con la votazione più elevata (valutazione A) nel dicembre del 1941. Nel 1951, completò il corso per ufficiali superiori in Gran Bretagna.
Nel corso della sua carriera militare partecipò alla repressione delle rivolte tribali scoppiate nel 1935 nella regione del Medio Eufrate, nonché alla guerra anglo-irachena del 1941 e alla guerra nel Kurdistan del 1945.
Qāsim servì poi dal maggio 1948 al giugno 1949 in Palestina e nell'ultima fase della sua permanenza comandò un battaglione della I Brigata, situata nell'area di Kafr Qāsem, a sud di Qalqilya. Lasciò Kafr Qāsem con la reputazione di uomo disciplinato, meticoloso e onesto. Nel 1956-57, servì con la sua brigata a Mafraq, in Giordania, nel periodo della crisi di Suez.
Nel 1955 era diventato un ufficiale di alto rango e nel 1957 - anno in cui diventò membro dell'organizzazione militare che radunava gli ufficiali delle forze armate e che si era data il nome di "Ufficiali Patriottici" (in arabo الضباط الوطﻨﻴﻴﻦ‎?, al-Ḍubbāt al-waṭaniyyīn) o di "Ufficiali Liberi" (in arabo الضباط الاحرار‎?, al-Ḍubbāt al-Aḥrār), fondata nel 1949 dal col. Rifaʿat al-Ḥājj Sirrī al-Dīn - si proponeva ormai decisamente come importante figura di riferimento per quanti nelle forze armate si opponevano alla politica filo-britannica della monarchia.
Il 14 luglio 1958, Qāsim e i suoi camerati approfittarono di manovre militari organizzate dal Governo in un momento politicamente assai caldo nel Vicino Oriente. Scegliendo il 14 luglio tanto caro alla Rivoluzione francese del 1789 per entrare in azione, egli riuscì a prendere il possesso dell'edificio della Radio e, con la sua Divisione Corazzata, ad assumere il totale controllo di Baghdad, rovesciando la monarchia. Ciò portò all'esecuzione di numerosi membri della famiglia reale — re Faysal II d'Iraq in testa, oltre allo zio e precedente Reggente ʿAbd al-Ilāh — come pure di numerosi politici fedeli al vecchio regime, innanzi tutti il Primo Ministro Nūrī al-Saʿīd).

### Primo Ministro della Repubblica (luglio 1958 - febbraio 1963)
Dopo l'insurrezione militare, Qāsim assunse l'incarico di Primo Ministro e di Ministro della Difesa, mentre il colonnello ʿAbd al-Salām ʿĀref fu individuato come vice-Primo Ministro e Ministro degli Interni. Costoro divennero le maggiori autorità in Iraq con poteri esecutivi e legislativi. Qāsim immediatamente fece uscire l'Iraq dal filo-occidentale Patto di Baghdad e stabilì amichevoli relazioni con l'Unione Sovietica. L'Iraq abolì anche il suo Trattato di mutuo soccorso e di relazioni bilaterali con la Gran Bretagna. Inoltre l'Iraq denunciò l'accordo con gli Stati Uniti che era stato firmato dalla monarchia tra il 1954 e il 1955 e che riguardava le forniture di armi e gli equipaggiamenti militari. Il 30 maggio 1959, l'ultimo dei soldati britannici e degli ufficiali di Sua Maestà abbandonò la base aerea di al-Habbāniyya, in Iraq.
Il 26 luglio 1958, fu adottata una Costituzione Provvisoria che proclamava l'uguaglianza di tutti i cittadini iracheni davanti alla legge e garantiva loro libertà a prescindere dalla razza, nazionalità, lingua o religione. Il Governo liberò i prigionieri politici e assicurò l'amnistia ai Curdi che avevano partecipato alle insurrezioni in Kurdistan fra il 1943 e il 1945. I Curdi esiliati tornarono nelle loro case e furono accolti benignamente dal regime repubblicano.
Il nuovo governo godeva dell'appoggio degli esuli curdi (di cui aveva permesso il ritorno) e del Partito Comunista Iracheno. Molte riforme furono adottate nelle settimane successive: distribuzione di terre agricole, aiuti alle famiglie povere, piani urbanistici, ecc;
Ha nominato il ministro Naziha al-Dulaimi, che divenne così la prima donna ministro nella storia dell'Iraq e del mondo arabo. Ha anche partecipato alla stesura della legge sugli affari civili del 1959, che è molto in anticipo sui tempi nel liberalizzare il matrimonio e le leggi sull'eredità a beneficio delle donne irachene.
Una nuova Costituzione, adottata nel luglio 1958, riconosceva i diritti nazionali del popolo curdo all'interno dello Stato iracheno sulla stessa base degli arabi, cosa che la monarchia aveva sempre rifiutato. Le autorità hanno incoraggiato la creazione di una commissione di studiosi curdi per scrivere una storia del loro popolo da insegnare in tutte le scuole, comprese quelle arabe. Caso unico nella storia dello Stato iracheno, furono la costruzione di scuole superiori curde e di un'università approvata da Baghdad. Infine, un sistema di autonomia amministrativa cominciò ad essere installato nel Kurdistan iracheno.
Tuttavia, dal 1959 Qāsim si mise in urto col Partito Comunista, rimuovendo i suoi iscritti dal Governo e purgando l'Accademia militare dalla loro presenza nelle forze armate. Soppresse anche le organizzazioni di massa studentesche, operaie e femminili dello stesso partito, e vietò la stampa e la distribuzione dei loro giornali. Il Partito Comunista Iracheno aveva fino ad allora appoggiato Qāsim nella sua attività e le misure adottate contro di esso furono il suo più grave errore, dal momento che lo lasciarono senza sostenitori per mobilitare le masse e difendere il suo regime quando il partito Baʿth organizzò un colpo di Stato nel 1963.
Qāsim operò per rafforzare la situazione della gente comune in Iraq, dopo il lungo periodo monarchico durante il quale una piccola élite di personalità, assolutamente indifferente ai bisogni del popolo, aveva spadroneggiato. Fra le realizzazioni vantate da Qāsim si ricorderà infatti la costruzione su vasta scala di alloggi abitativi per la classe operaia irachena. Il miglior esempio, e simbolo, di tutto ciò fu il nuovo suburbio di Baghdad, chiamato Madīnat al-Thawra (Città della Rivoluzione), rinominata Sāddam City sotto il regime del Baʿth e ora chiamata invece Ṣadr City.

### Iran e rivolte curde
Durante il periodo in cui rimase al potere, fu criticato per aver aperto la via al conflitto fra Iran e Iraq. Il 18 dicembre 1959, ʿAbd al-Karīm Qāsim dichiarò:
Dopo di ciò, l'Iraq cominciò ad appoggiare i movimenti secessionisti in Khūzistān, come pure ad avanzare rivendicazioni territoriali negli incontri della Lega araba, ma senza incontrare alcun sostegno.
Fu mentre era primo ministro che cominciò il confronto con la minoranza curda. Il nuovo governo dichiarò il Kurdistan “una delle due nazioni dell'Iraq”. Durante il periodo in cui fu al potere, i gruppi curdi scelsero Mustafa Barzani per negoziare col governo, mirando a una soluzione del problema curdo.
Dopo un periodo di relativa calma, la questione dell'autonomia curda (od autogoverno) suscitò insoddisfazione, diffuse il malcontento ed infine portò alla ribellione dei Curdi nel 1961.
All'inizio del 1963, unità dell'esercito e dell'aviazione siriana appoggiarono le forze armate irachene nella loro azione di guerra contro i Curdi.

### Rivolte pan-arabe e rovesciamento
Qāsim era un neutralista e un nazionalista. Questo era abbastanza per ipotizzare che il suo regime avrebbe conosciuto sempre maggiori difficoltà nel particolare periodo storico che stava vivendo l'intero Vicino Oriente arabo dopo l'affermazione travolgente degli ideali panarabi annunciati da Gamal Abd el-Nasser che spingeva perché anche l'Iraq raggiungesse la Repubblica Araba Unita da lui guidata. Disciolta la Federazione Araba col Regno hascemita di Giordania, Qāsim rifiutò di aderire alla federazione costituita da Egitto, Siria e Regno dello Yemen, sebbene l'Iraq riconoscesse la RAU e si dicesse disposto ad aderirvi in futuro.
La maggior preoccupazione degli elementi panarabi fu comunque la repressione della branca irachena dal partito panarabo Ba'th.
Un tentativo di assassinio era stato perpetrato contro di lui nel 1959 da elementi panarabi (incluso Saddam Hussein) e tutto si era risolto in un violento scontro sul quale permangono tuttora numerosi interrogativi da parte degli storici.
Successivamente le ribellioni a Mosul ed in Kurdistan, finanziate proprio da Nasser e dalla RAU, complicarono ancor più il quadro politico generale. Un secondo attentato fu portato a termine e fu giustificato con la presunta crescente influenza esercitata dal Partito Comunista Iracheno ma, in realtà, non furono estranee motivazioni economiche, legate alla gestione dell'enorme patrimonio in idrocarburi che rendeva l'Iraq uno dei maggiori paesi produttori al mondo di petrolio, tanto che gli storici affermano che ad esso parteciparono nel 1963 tanto le organizzazioni di intelligence britanniche quanto la statunitense CIA.

### Morte
Qāsim fu trucidato all'età di 48 anni, in seguito a un riuscito colpo di Stato che ebbe il sostegno degli elementi panarabi sostenuti dell'Egitto. Nel luglio 2004 il cadavere di Qāsim fu scoperto da un team giornalistico associato con Radio Dijla (Radio Tigri) a Baghdad.

## Influenza culturale
È ancor oggi ricordato con affetto dal popolo iracheno per la sua mancanza di egoismo. Si dice - sulla scorta di una varia documentazione fotografica non si sa quanto non "ispirata" - che egli sia morto senza possedere alcunché, che risiedeva nel suo ufficio nel Ministero della Difesa e che usava consegnare metà della sua paga a sua sorella perché provvedesse a cucinare per lui.
Nelle polemiche radiofoniche fra Iraq ed Egitto, i commentatori si divertivano a proporre giochi di parole sul nome del presidente iracheno ("al-Qāsim" può significare "Il divisore"), mentre quelli iracheni replicavano dileggiando il raʾīs egiziano per via del nome "ʿAbd al-Nāṣir" (che in Egitto in realtà ricorda, dopo il vero e proprio ism, il nome paterno). Tale nome significa alla lettera "Schiavo del Vincitore", ed è uno dei tanti nomi teofori arabi formati dal termine "ʿAbd" - "schiavo" - seguito da un sinonimo di Allāh ma, alla lettera, veniva maliziosamente impiegato per sottolineare come il presidente egiziano fosse ridotto ad essere "schiavo del vincitore" israeliano a causa dell'infausto esito militare per l'Egitto nel conflitto innescato dalla nazionalizzazione della Compagnia del Canale di Suez nel 1956.